# Khunzakh
Chunzach (in russo: Хунзах; in avaro: Хунзахъ; Chunzach") è una località rurale (una derevnja) del rajon Chunzachskij, nella Repubblica autonoma del Daghestan, in Russia. Era la capitale di Sarir e dell'Avar Nutsalstvo (Khanate).
La popolazione è di 4 143 abitanti (2021) ed è formata principalmente da avari.

## Geografia fisica

### Posizione geografica
L'altopiano del Chunzach si trova nella parte centrale del montuoso Daghestan, a 140 km dalla città di Machačkala. La distanza sul livello del mare è di 1700–2000 m. Composto da rocce solide, in parte calcari duri. Ha bordi ripidi, in alcuni punti a strapiombo di diverse decine e persino centinaia di metri. L'altopiano di Chunzach è il più esteso di tutti i rilievi simili ad altipiani della repubblica. L'altopiano ha una lunghezza di circa 25 km, e una larghezza di 8–10 km, occupa 250 km² di superficie. Secondo la struttura del rilievo, è una pianura inclinata, composta da piccole colline e anfratti. Si riferisce al bacino di Sulak.
Distanza da Khunzakh ad altri insediamenti su strada:
|   | Nome città/villaggio | Distanza, km |
| - | -------------------- | ------------ |
| 1 | Machačkala           | 140          |
| 2 | Derbent              | 195          |
| 3 | Bujnaksk             | 90           |
| 4 | Izberbaš             | 146          |

## Origini del nome
Non c'è consenso nel mondo scientifico sull'origine del nome del villaggio - ci sono versioni diverse, spesso contraddittorie su questo argomento:
- Lo storico georgiano dell'XI secolo Leonti Mroveli scrive che un certo discendente del profeta Nūḥ di nome Chunzach, che si trasferì dalla pianura “alla gola della montagna sotto la pressione dei nomadi, vi costruì una città e le diede il suo nome».
- Chunzach è stato distrutto e ricostruito più volte. Pertanto, alcuni credono che il nome Hunzakh possa derivare dalla frase "Hun bah" (tradotto dall'Avar "morì e rinacque")[3].
- Secondo altri, il nome del villaggio potrebbe derivare dalla parola Chanzabach, poiché Chunzach era la residenza degli Avar khan[3].
- È anche possibile che Chunzach possa derivare dal nome dell'area in cui è sorto. Ci sono molti di questi esempi in Accident[3].

## Storia
Chunzach era la capitale dell'Avar Khanate. Fu presa dalle truppe russe nel 1837, nel 1843 passò sotto il controllo di Shamil, nel 1859 fu nuovamente presa dalle truppe russe.
Nel 1864-1869 fu costruita una fortificazione militare. Nel 1864-1928 - il centro amministrativo del distretto di Avar.

## Società

### Etnie e minoranze straniere
La popolazione è avari, che professano la religione islamica, in maggioranza sunniti.